# Malmö GAA
Malmö GAA är en klubb för gaelisk idrott. Klubben bildades 2009, och har både herr- och damlag. 2012 vann man European Gaelic Football Shield, Europas näst största tävling i gaelisk fotboll.

### Fotnoter
1. ↑  Federico Moreno (14 november 2025). ”Gaelisk fotboll har hittat hem”. Sydsvenskan. http://www.sydsvenskan.se/sport/gaelisk-fotboll-har-hittat-hem/. Läst 8 november 2013.